# Centre d'Esports Manresa
El Centre d'Esports Manresa es un club de fútbol, de la ciudad de Manresa en Cataluña. Actualmente juega en Tercera Federación, quinta categoría del fútbol español.

## Historia
En 1906 se crea el primer equipo de la ciudad Manresa Football Club y al año siguiente  ingresa a la Federación Catalana, los primeros campeonatos disputados por el club fueron torneos locales como la Copa Blanchart que gana en 1914. En 1909 se funda el Catalònia Esports Club; ambas entidades se fusionan en 1916, naciendo el actual Centre d'Esports Manresa.
La temporada 1920 el club comienza a disputar competiciones oficiales, integrando la Segunda categoría. En 1925 el club se consagra campeón de la Tercera Categoría Catalana obteniendo el ascenso a Segunda donde se mantuvo hasta 1935, tras dos temporadas en tercera regresó a segunda en 1937.
El 16 de mayo de 1943 debuta en el club Estanislao Basora, el mejor jugador que ha militado en el club y que en 1946 fue traspasado al Fútbol Club Barcelona.
En 1950 se produce su ascenso a la Tercera División frente al España Industrial por 6-1, en esta primera etapa participa 18 temporadas consecutivas, destacando la primera posición la temporada 1955-56, además de disputar cinco veces la promoción de ascenso a Segunda División (1955, 1956, 1957, 1960, 1961). En 1968 descendió a Regional Preferente en 1974 ascendió de nuevo a Tercera división en donde militó hasta 1976. 
El 14 de abril de 1976 los jugadores del Centro de Deportes Manresa hacen la primera huelga a la historia del fútbol español. El club entra en crisis que lo traerá a bajar a Regional Preferente el mismo año y a Primera Regional. Mientras en las categorías inferiores en 1978, el Juvenil "A" se proclama Campeón de Cataluña al vencer al Cornellá en la tanda de penaltis (3-3). Además
consigue el ascenso a Primera División, jugando con equipos como Barcelona, Español, Zaragoza, Valencia , Castellón, Inca de Mallorca, etc. También le conceden el Ángel de Plata al mejor equipo juvenil. Mientras el primer equipo recupera posteriormente la categoría de Tercera División, en la que hasta el 2008 ha militado 38 veces. Aun así a partir de la temporada 2007-08 el equipo empieza una nueva bajada que lo lleva a competir la temporada 2009-10 a la Regional Preferente.
En 1985 y 1986 consiguió proclamarse campeón de la Copa Generalitat, sucesora del Campeonato de Cataluña de fútbol siendo estos los títulos más importantes de su historia. En 1985 disputaría su último partido de la Copa del Rey en segunda ronda, siendo derrotado por el C.E. Sabadell.
El 29 de mayo de 2011, certifica el ascenso a Primera Catalana tras ganar al Club Esportiu Premià por 2-1, con dos dianas de Antoni Gort 'lo tro de Torrebesses'.
El 9 de junio de 2019 regresó a la Tercera División de España tras superar en el Play-off de ascenso al Girona Fútbol Club " B "                    
El 1 de mayo de 2022 asciende por primera vez en su historia a Segunda División RFEF, al ganar al L' Hospitalet a domicilio y conseguir por segunda vez, el campeonato de tercera división.                                                                               
En su primer año em Segunda División RFEF consiguen quedar en cuarta posición y así jugar los playoffs para el ascenso a Primera División RFEF. Juegan el primer partido de semifinales contra el Navalcarnero en casa, llevándose la victoria por 1-0. Aunque en el partido de vuelta caen derrotados por 2-0, quedandose sin el ascenso a Primera División RFEF.                                                                                
En la siguiente temporada la 23/24 quedan penúltimos en su división con 27 puntos y a 17 puntos de la salvación, descendiendo ese mismo año a Tercera División RFEF.                                                                               
Fue un club polideportivo, creando secciones de atletismo (Centre Atlético Manresa, 1935, que se independizó el 1955), tenis (1936-1940), baloncesto (1940-1979, que se independizó, aconteciendo el actual Baloncesto Manresa) y balonmano (1944). El 29 de diciembre de 1999 se constituyó la Fundación del Centro de Deportes Manresa, F.P., con los objetivos del fomento, promoción y práctica del fútbol manresano.

## Uniforme
El uniforme está fabricado por la marca Adidas:
- Uniforme titular: Camiseta a rayas rojiblancas y pantalón azul, medias blancas y rojas.
- Uniforme suplente: Camiseta y pantalón azules, medias blancas y rojas.

## Estadio
El Congost, con terreno de juego de hierba artificial desde la temporada 2007-2008.

## Datos del club
- Temporadas en Tercera División: 40

## Palmarés

### Torneos locales
- Copa Generalidad (2): 1985, 1986
- Copa Cataluña Amateur: 2014
- Tercera Categoría de Cataluña (2): 1925 y 1937
- Copa Blanchart (1): 1914
- Campeón Cataluña Juvenil 1977-1978 y Ascenso a 1.ª División Nacional Juvenil
- Equipo juvenil "A" ganador Angel de Plata de Catalunya Juvenil 1977-1978.

### Torneos nacionales
- Tercera división de España (2): 1955-56, 2021-22
- Infantil CE Manresa 1973 3r Clasificado en el Campeonato de España celebrado en Santander
- Primera Catalana (Quinta División) (4): 1973-74, 1990-91, 1997-98, 2000-01
- Segunda Catalana (Sexta División) (2): 1979-80, 2013-14